# 2015 en Argentine
Cet article présente les faits marquants de l'année 2015 en Argentine.

## Évènements
- 18 janvier : mort suspecte du procureur Alberto Nisman.
- 26 février : Aníbal Fernández est nommé chef de cabinet des ministres, succédant à Jorge Capitanich[1].
- 9 mars : la collision aérienne de Villa Castelli fait 10 morts.
- 25 octobre : élection présidentielle (1er tour) et élections législatives.
- 22 novembre : au second tour de l'élection présidentielle, Mauricio Macri est élu face à Daniel Scioli.
- 10 décembre : Mauricio Macri est investi président de la Nation, succédant à Cristina Fernández de Kirchner.

## Décès
- 10 janvier : Jorgelina Aranda, actrice, personnalité de la télévision et mannequin
- 18 janvier  : Alberto Nisman, procureur
- 27 janvier : Joe Rígoli, acteur
- 4 février : Eduardo Laborde, joueur de rugby
- 7 février : René Lavand, magicien
- 22 février : Sebastián Cancio, coureur cycliste
- 27 février : Julio César Strassera, avocat puis juge
- 9 mars : 
  - Florence Arthaud, navigatrice française morte en Argentine
  - Camille Muffat, nageuse française morte en Argentine
  - Alexis Vastine, boxeur français mort en Argentine
- 29 mars : Juan Carlos Maccarone, évêque catholique
- 12 mai : Miguel Di Pace, footballeur
- 13 juin : Sergio Renán, acteur et réalisateur
- 17 juin : Roberto Marcelo Levingston, militaire
- 26 juillet : Pía Sebastiani, pianiste classique, compositrice et pédagogue
- 14 août : 
  - Agustín Cejas, footballeur
  - Rogelio Livieres Plano, prélat catholique paraguayen mort en Argentine
- 17 août : 
  - Eduardo Guerrero, rameur
  - Antonio Krapovickas, agronome et botaniste
- 18 septembre : Mario Benjamín Menéndez, général
- 4 octobre : Eduardo Pavlovsky, dramaturge, acteur et psychiatre
- 16 novembre : Ricardo Ferrero Porcarelli, footballeur
- 24 novembre : Aurora Venturini, romancière, nouvelliste, poétesse, traductrice et essayiste